# Svartån (Närke)
Svartån is een rivier in het Zweedse landschap Närke, in de huidige provincie Örebro län. Ze is zo'n 100 kilometer lang en heeft een stroomgebied van 1410 km². Het is de grootste toevoer van het Hjälmarmeer.
Ze stroomt van haar bron in het meer Ölen in Degerfors door de meren Stor-Björken en Lill-Björken en door het plaatsje Svartå. In het meer Toften komen verschillende waterlopen samen, waarna de Svartån door Hasselfors stroomt en door het meer Teen, waar de Stavån uitmondt. De rivier stroomt dan noordoostwaarts door de vlakte van Närke. In de stad Örebro is ze gedeeltelijke gekanaliseerd als het Örebrokanaal. Ten oosten van Örebro stroomt ze door Skebäck en Oset, vloeit ze samen met de Lillån en mondt ze uit in het Hjälmarmeer.

## Galerij

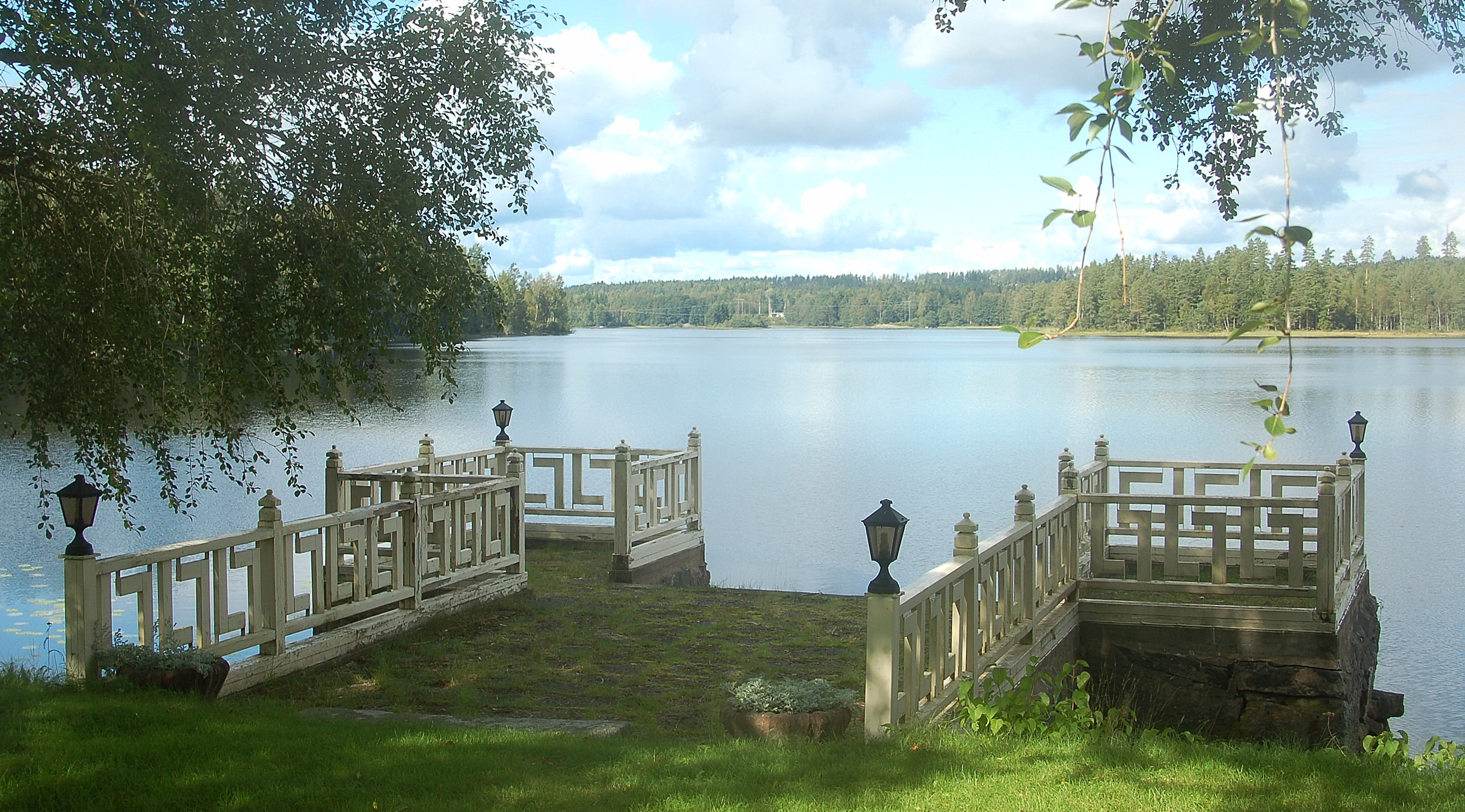
Lill-Björken
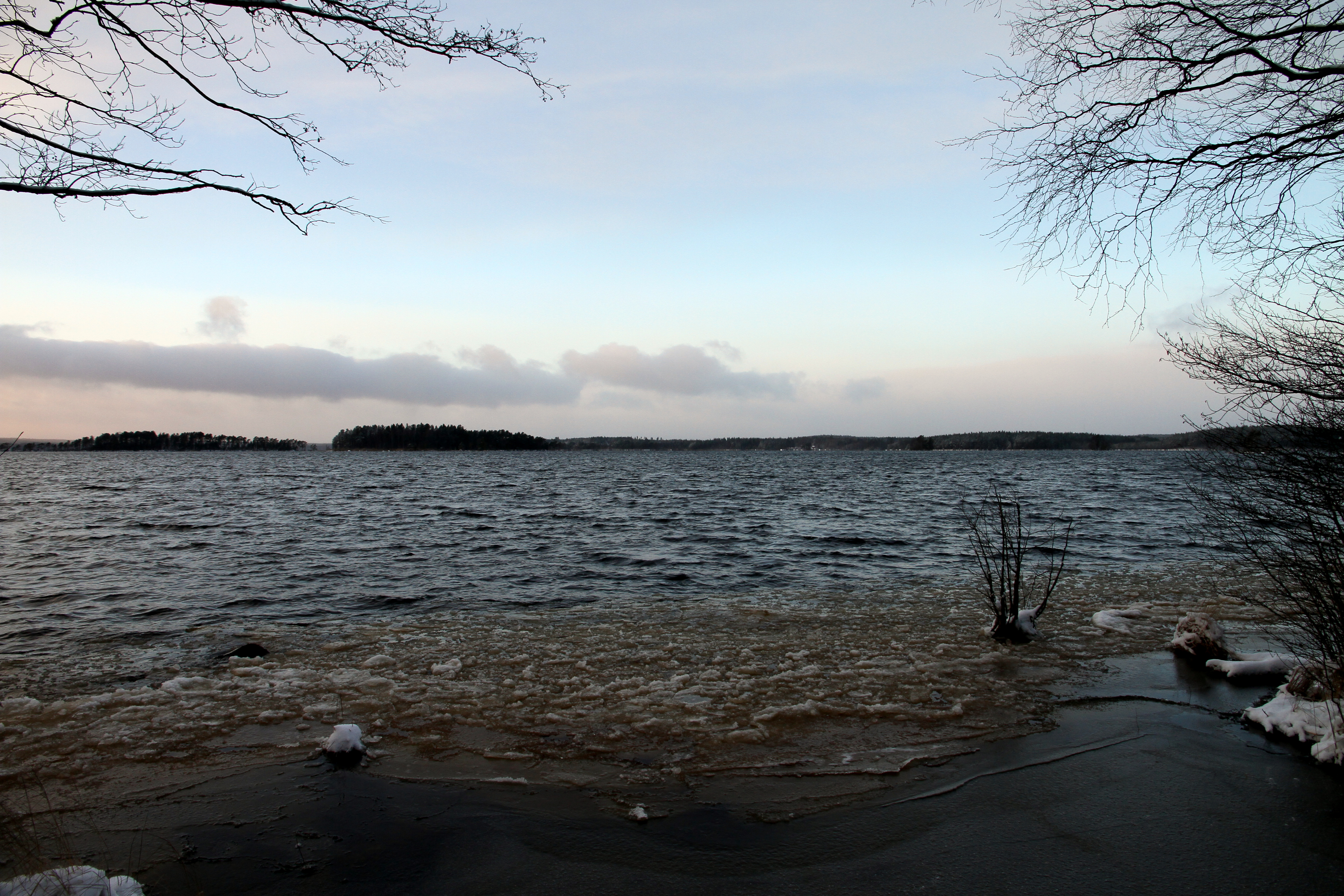
Toften
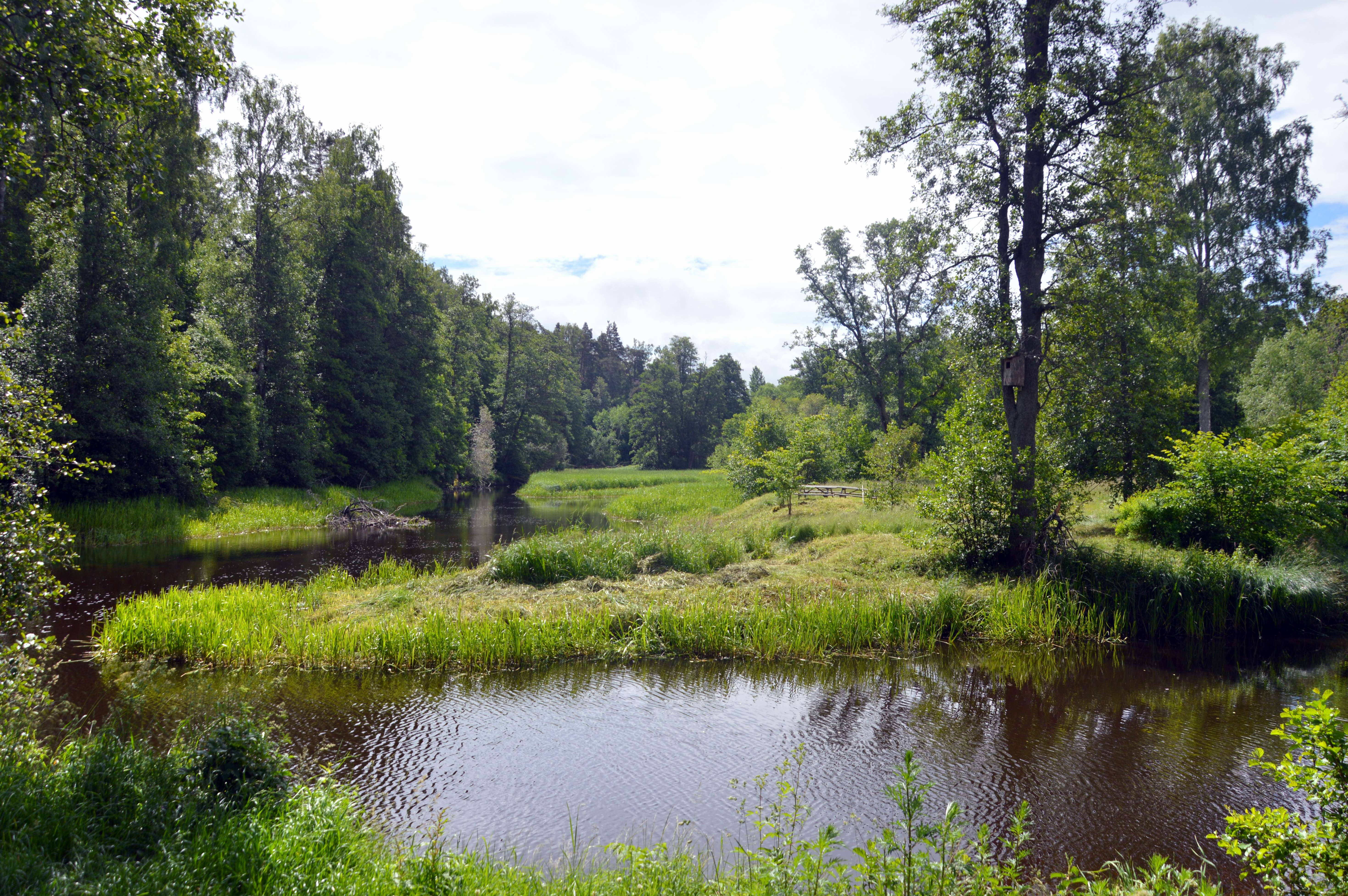
Svartån in de buurt van Karlslunds herrgård
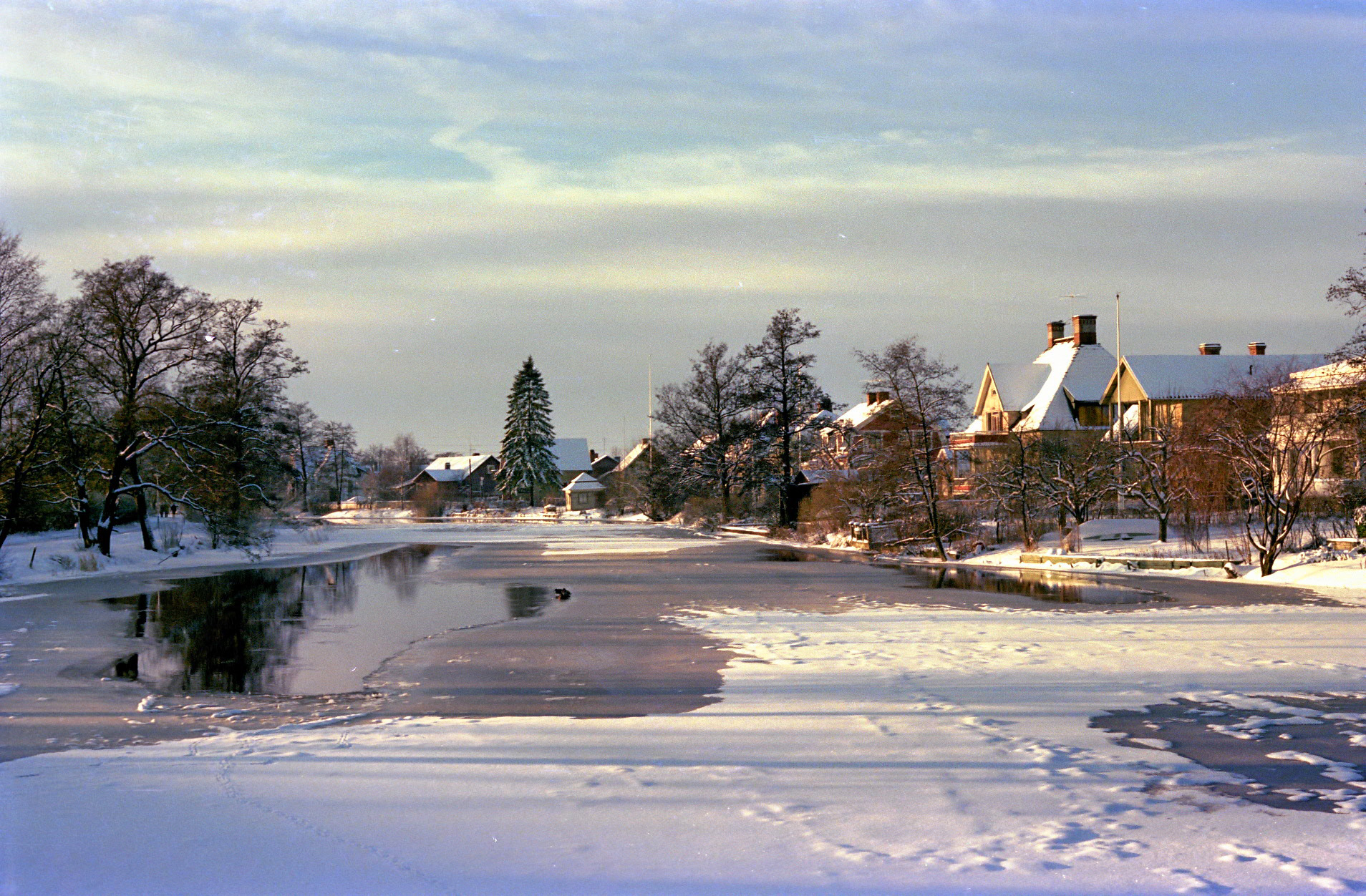
Bevroren Svartån in het stadsdeel Rosta, Örebro, in 1975
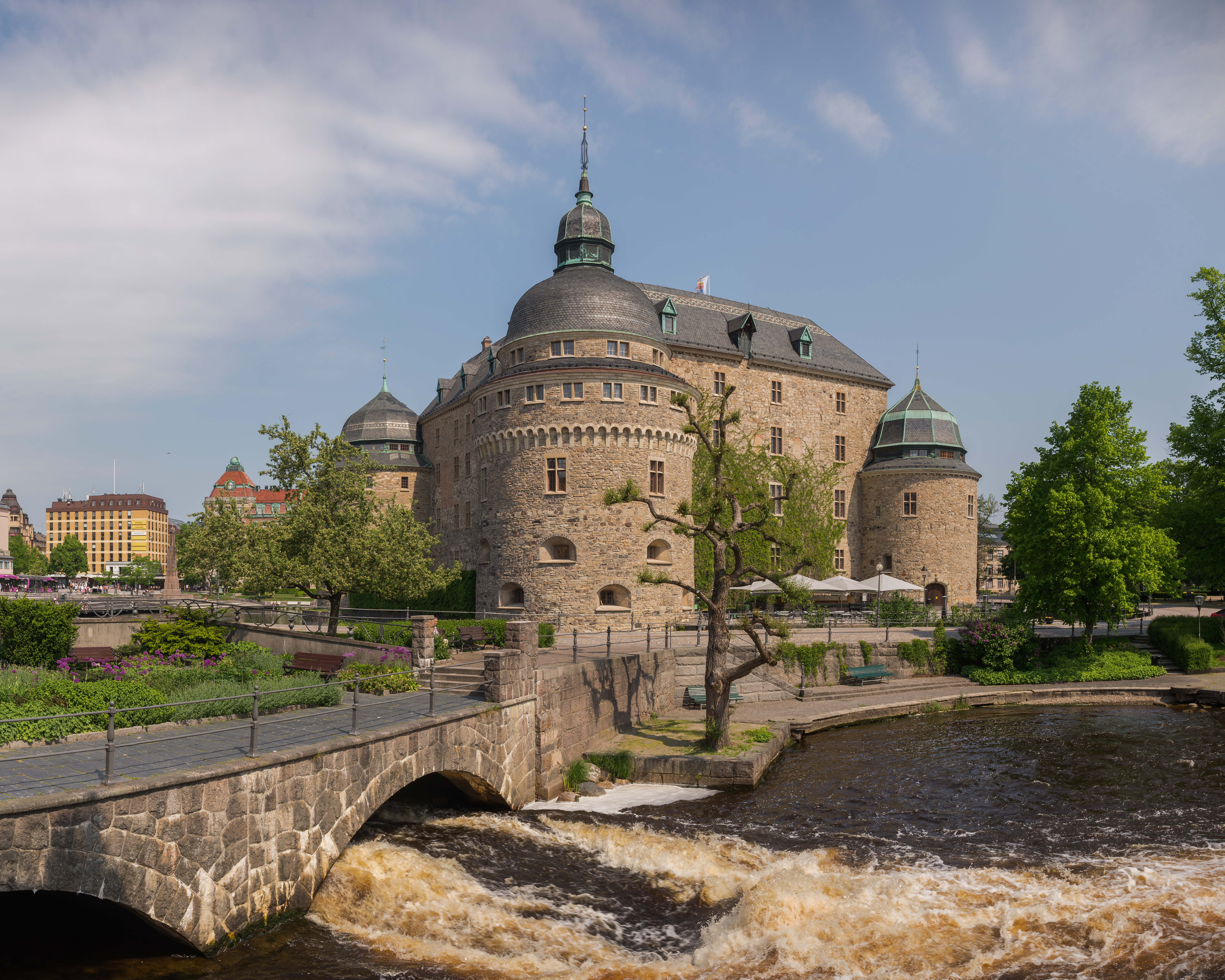
Slot Örebro op een eilandje in de rivier
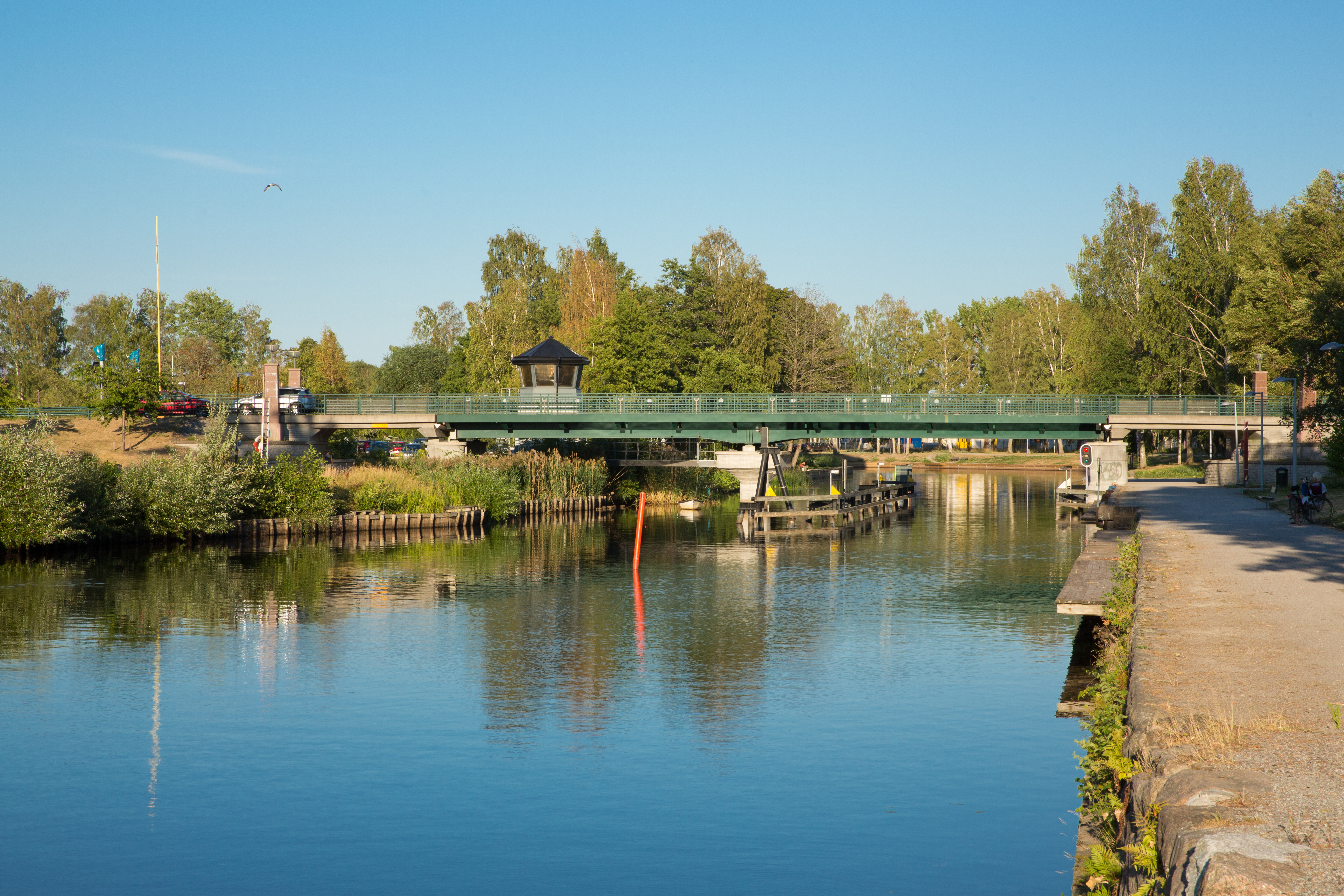
Universitetsallénbrug in Örebro